# 30 Hudson Yards
30 Hudson Yards alternativt Hudson Yards North Office Tower är en skyskrapa som ligger inom byggnadskomplexet Hudson Yards på Manhattan i New York, New York i USA. Den ingår i den nya stadsdelen Hudson Yards på västra delen av Manhattan, i närheten av Hudsonfloden.
Skyskrapan uppfördes mellan 2015 och 2019. Den är 387,1 meter hög och har officiellt 73 våningar. Skyskrapan har också ett observationsdäck, som går under namnet "Edge".
Företag såsom DNB, Kohlberg Kravis Roberts (KKR) och Warner Media (inklusive deras dotterbolag CNN, HBO och Warner Brothers) har verksamhet i byggnaden.